# Len Duncan
Len Duncan (n. 25 iulie 1911 – d. 1 august 1998) a fost un pilot de curse auto american care a evoluat în Campionatul Mondial de Formula 1 în sezonul 1954.